# Alte Pinakothek

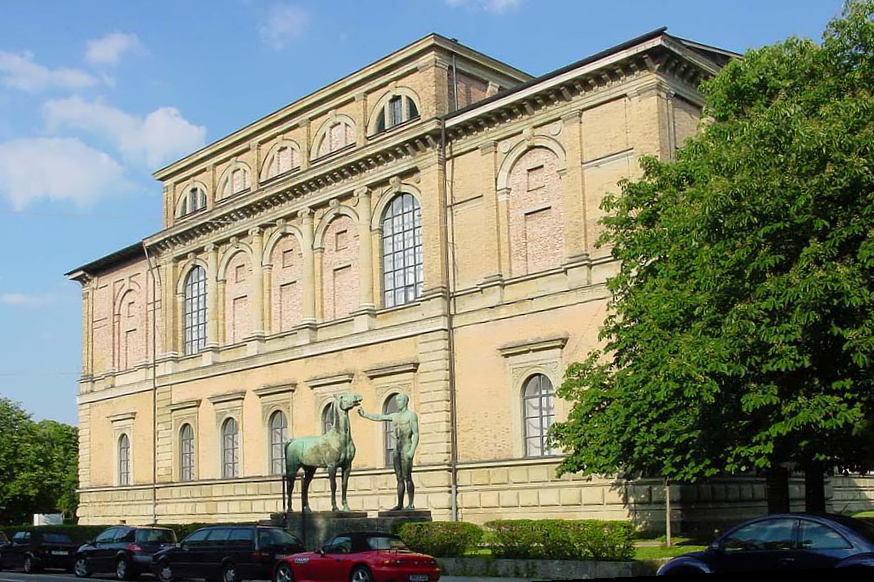
Façana oest de l'Alte Pinakothek

L'Alte Pinakothek (Pinacoteca Antiga) és una pinacoteca situada a Múnic (Alemanya), i és el gran museu de pintura antiga de la capital bavaresa, ja que les seves col·leccions abasten des d'època medieval fins a principis del segle xix. En conjunt, És la més important pinacoteca alemanya i una de les més destacades del món.

## Història

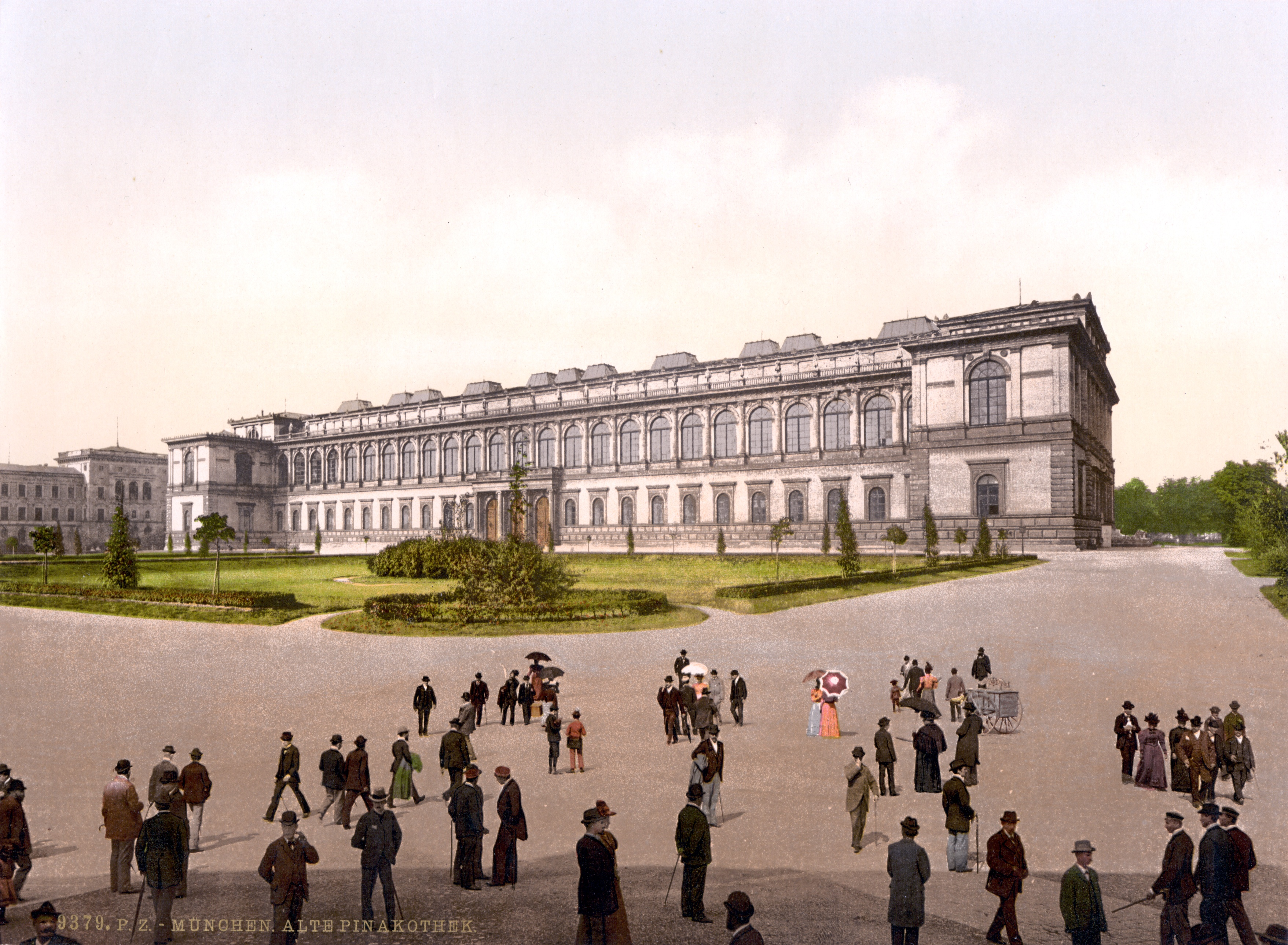
L'Alte Pinakothek el 1900

El museu va ser concebut com a col·lecció real. Els seus orígens es remunten al segle xvi durant el govern del duc Guillem IV de Baviera. Posteriorment altres ducs i prínceps van anar ampliant la col·lecció mitjançant encàrrecs, herències i adquisicions, fins a sumar els 8.000 quadres que formen aquesta col·lecció de la casa Wittelsbach.
A més de l'iniciador de la col·lecció, altres aportacions importants van venir de la mà del primer príncep elector de Baviera, Maximilià I, amb obres d'Albrecht Dürer, del seu net, Maximilià II Manuel, que va comprar 105 obres el 1689 entre les quals destacaven tres de Rubens, de la dot d'Anna Maria Lluïsa de Toscana, esposa de l'elector del Palatinat, Joan Guillem (1679-1718), de l'herència de Maximilià IV Josep, primer rei de Baviera, de la incorporació dels béns de les ordres eclesiàstiques i d'aportacions d'altres famílies aristocràtiques.
Durant el segle xix es van interrompre les adquisicions, represes només en part a finals d'aquest segle. Després de les destrosses causades per la Segona Guerra Mundial les despeses es van destinar a la restauració del museu, reprenent l'adquisició d'obres a finals del segle xx gràcies a fons especials de l'estat alemany, si bé en els anys 60 s'incorporaria una col·lecció de pintures del segle xviii de la Bayerische Hypothek und Vereinsbank. El 1994 algunes de les seves obres van passar a la Neue Pinakothek, dedicada a l'art dels segles XIX i XX.

## L'edifici
La construcció, amb dues plantes i en estil neoclàssic, va començar el 1826, el dia 7 d'abril, en què es commemorava la mort de Rafael. L'arquitecte Leo von Klenze va conduir el projecte per encàrrec de Lluís I de Baviera, que veia que la seva col·lecció anava en augment i la Kammergalerie de la seva residència quedava petita, si bé una altra motivació del monarca va ser el convertir Múnic en l'«Atenes del Ishtar». En la seva època va arribar a ser la major galeria de pintura d'Europa. No obstant això, va patir tants desperfectes durant la Segona Guerra Mundial que es va considerar demolir-la, encara que finalment va ser reconstruït entre 1952 i 1957 per l'arquitecte Hans Döllgast. El 1994 es va tancar de nou per una renovació que va afectar tant als espais com a les obres.

## Col·leccions

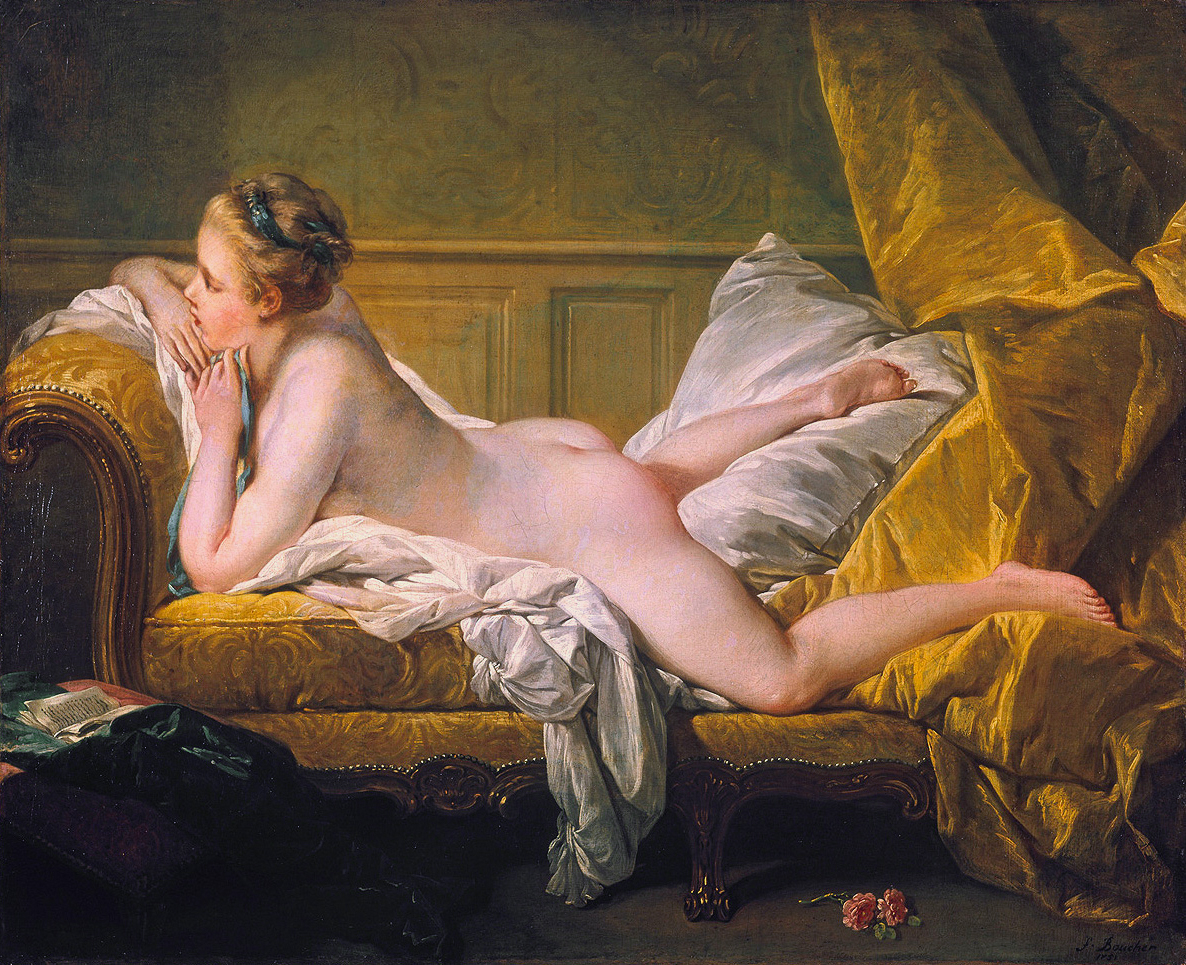
Noia ajaguda (Marie-Louise O'Murphy (1737-1818), de François Boucher

N'és destacable la col·lecció de primitius mestres alemanys, amb autors en actiu des de mitjan segle xiv fins a 1550, que van deixar sentir la seva influència no només a Alemanya sinó a tot l'àrea germànica de l'època i encara del Romanticisme. Albrecht Altdorfer (La batalla d'Alexandre a Issos), Lucas Cranach, Matthias Grünewald, Hans Holbein són els principals autors, entre els quals sobresurt Albrecht Dürer (Retaule Paumgartner, Autoretrat frontal, Els Quatre Apòstols, etc.).
També la pintura flamenca està molt ben nodrida, especialment la del segle xvii. Obres de primitius flamencs presents a la col·lecció són les de Roger van der Weyden, Lucas van Leyden i Jan Gossaert. Pel que fa a barroc trobem obres de Rubens (El rapte de les filles de Leucip), Van Dyck i Jacob Jordaens entre d'altres.
No hi falta la pintura italiana, representada en tots els seus períodes amb autors de la talla de Giotto, Fra Angelico, Botticelli, Leonardo (La Madonna del clavell), Rafael (Sagrada Família de Canigiani), Carracci i Tiziano (La coronació d'espines).
La forta presència de la pintura espanyola a la col·lecció està justificada tant per la qualitat de les obres, especialment les del segle d'or espanyol, com pel fet que Baviera formava part dels territoris dels Habsburg, casa regnant també a Espanya. Velázquez, Murillo (Nens menjant raïm), El Greco, Josep de Ribera i Zurbarán són els autors més notables.

## Galeria

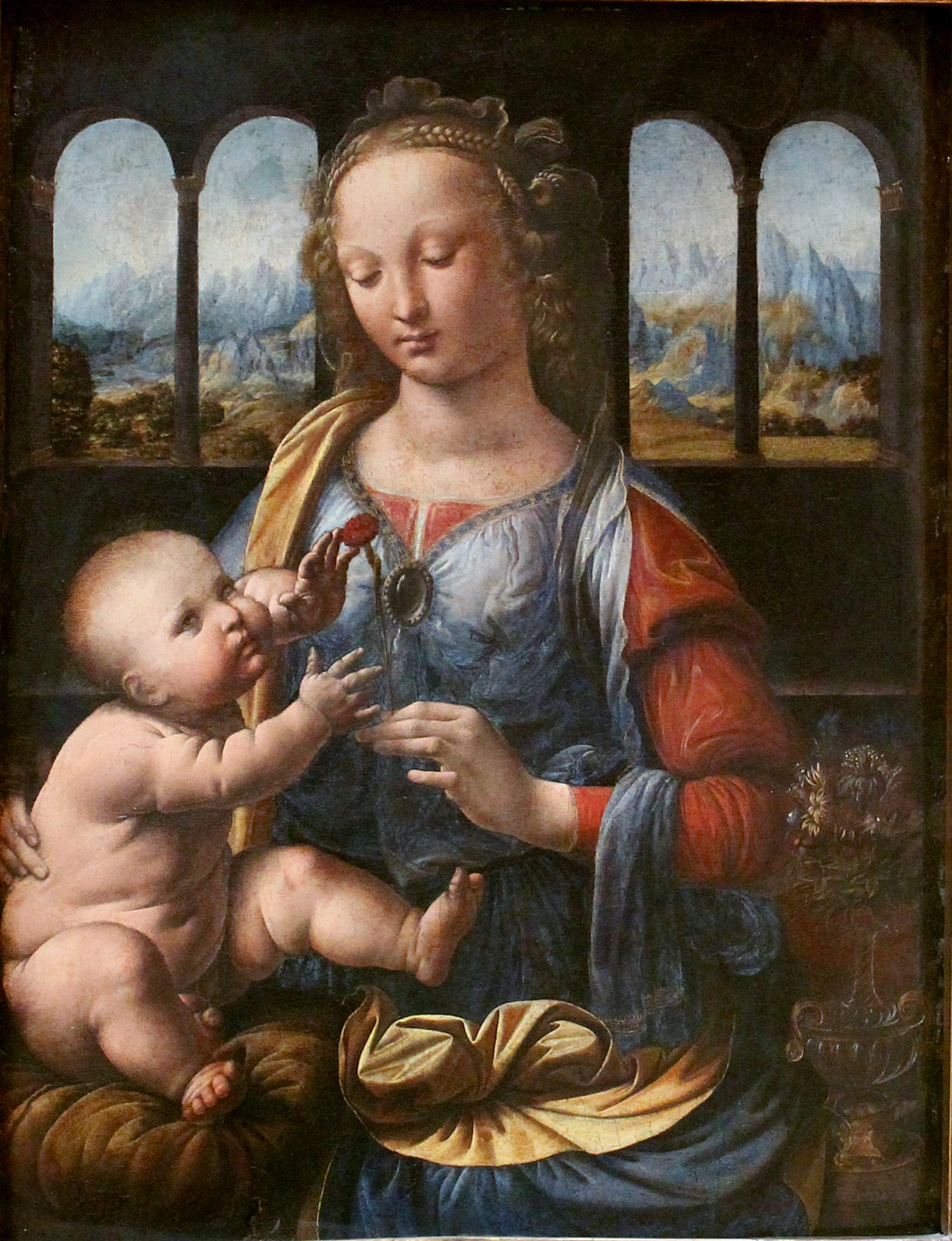
Leonardo da Vinci, La Mare de Déu i el clavell, c. 1470
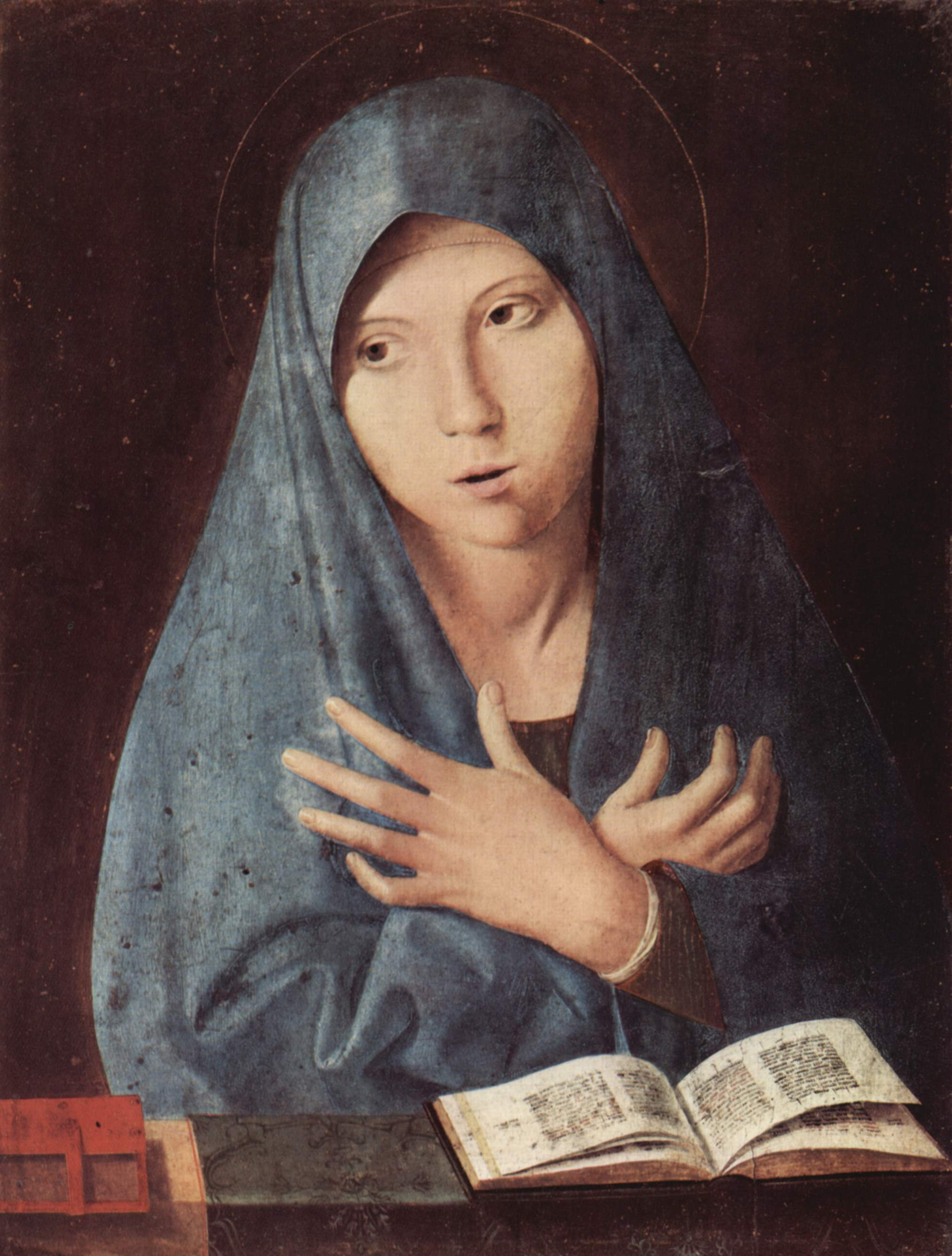
Antonello da Messina, Madonna de la predicació, 1473
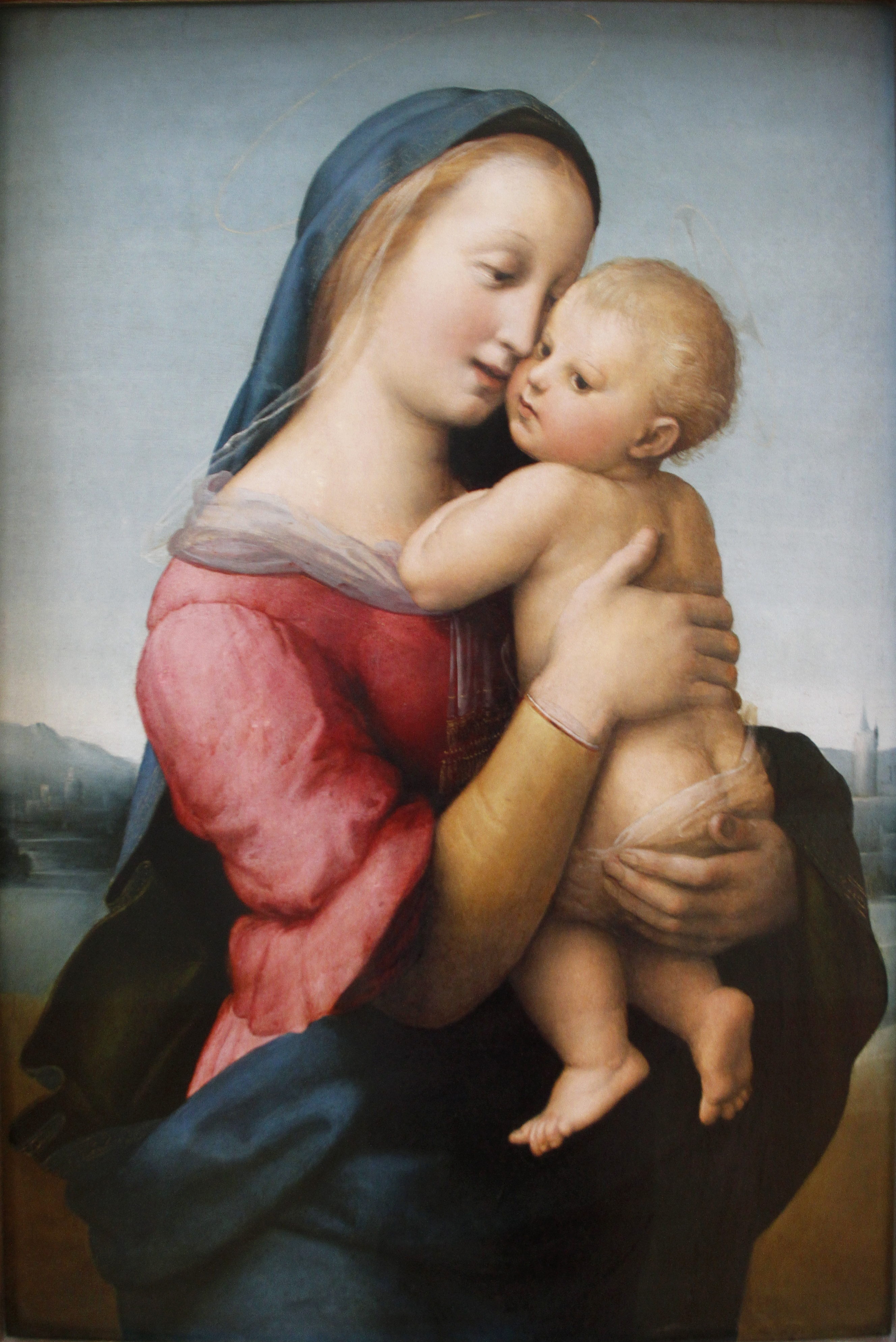
Rafael, Madonna Tempi, 1508
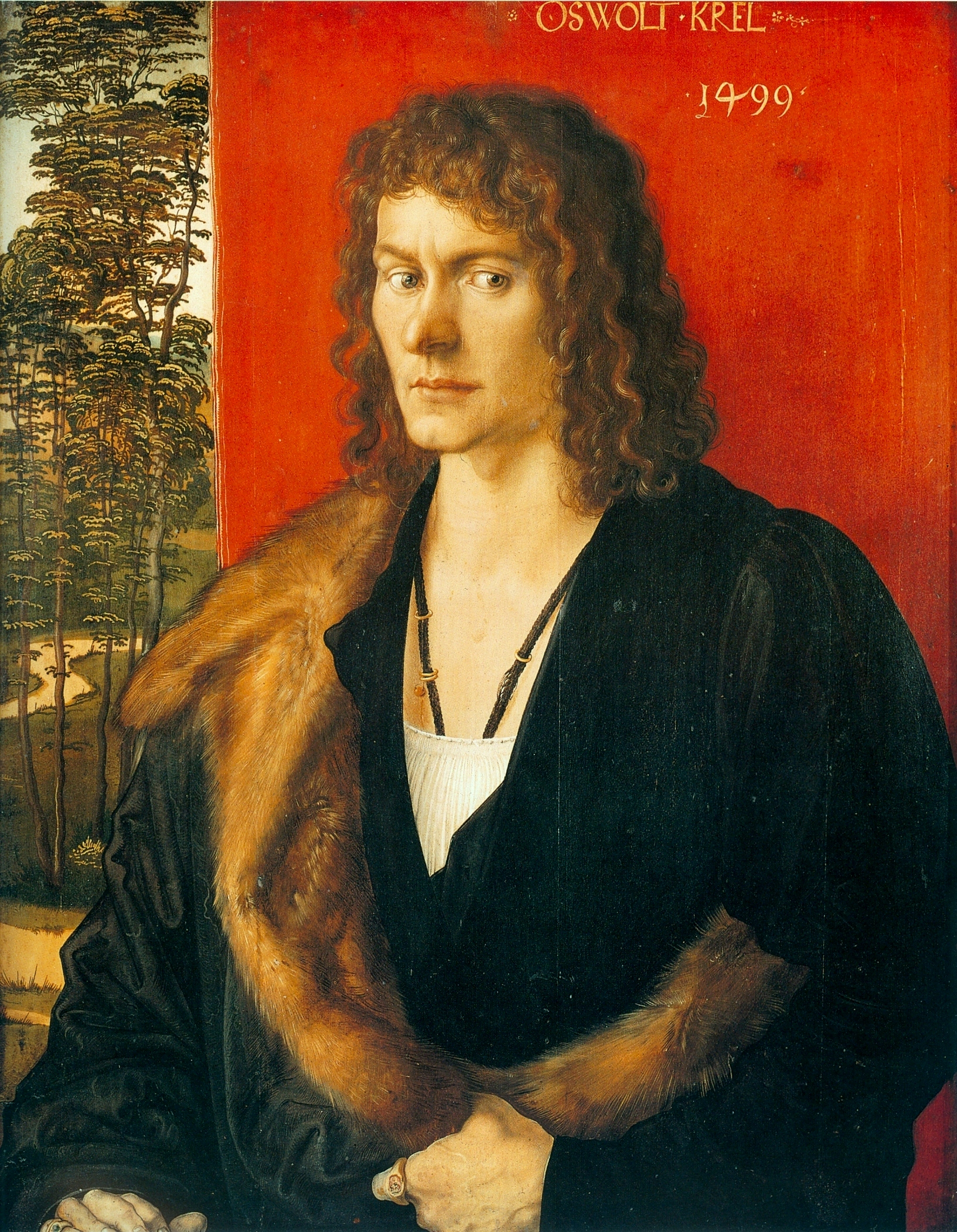
Albrecht Dürer, Retrat d'Oswolt Krel
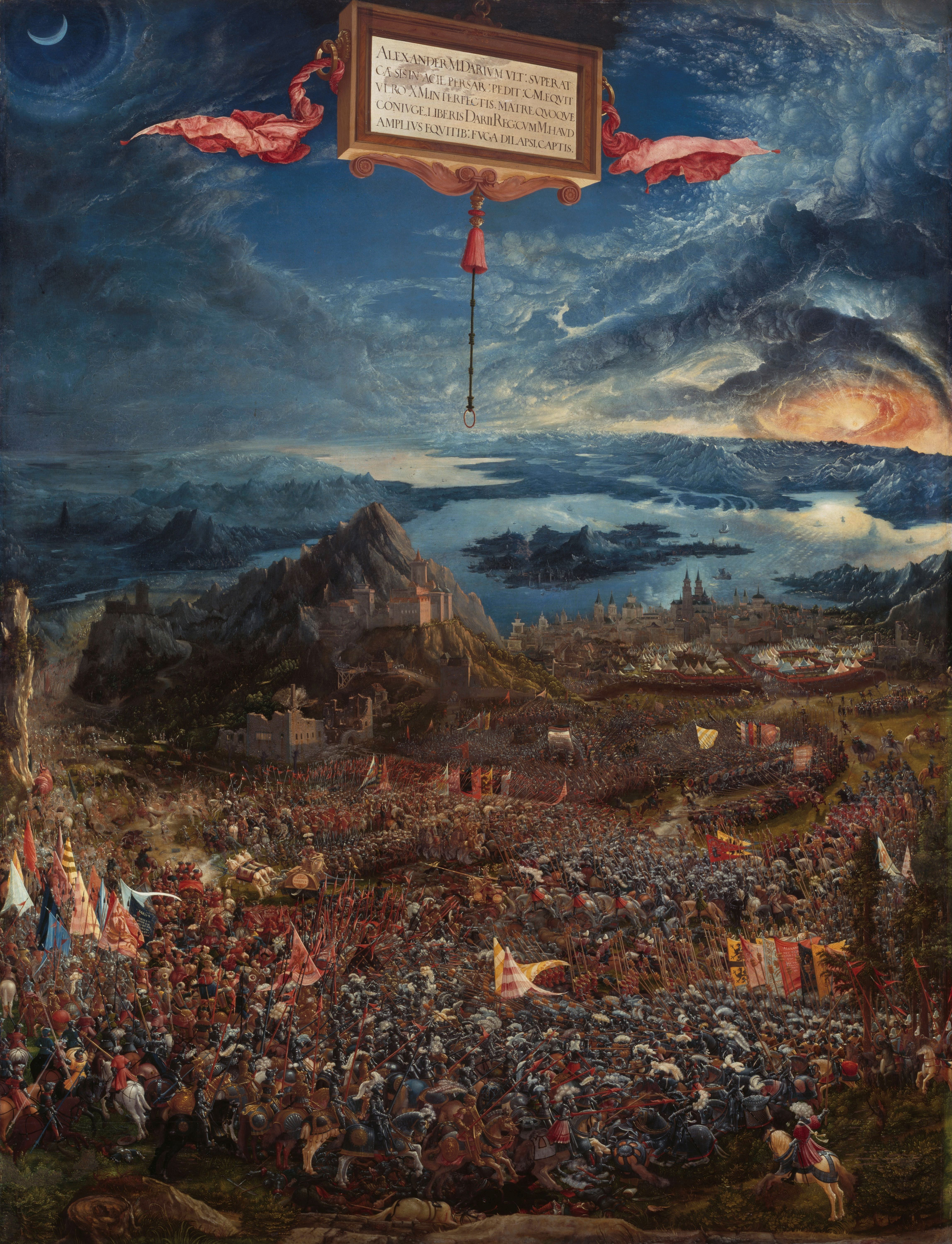
Albrecht Altdorfer, La batalla d'Alexandre a Issos, 1529
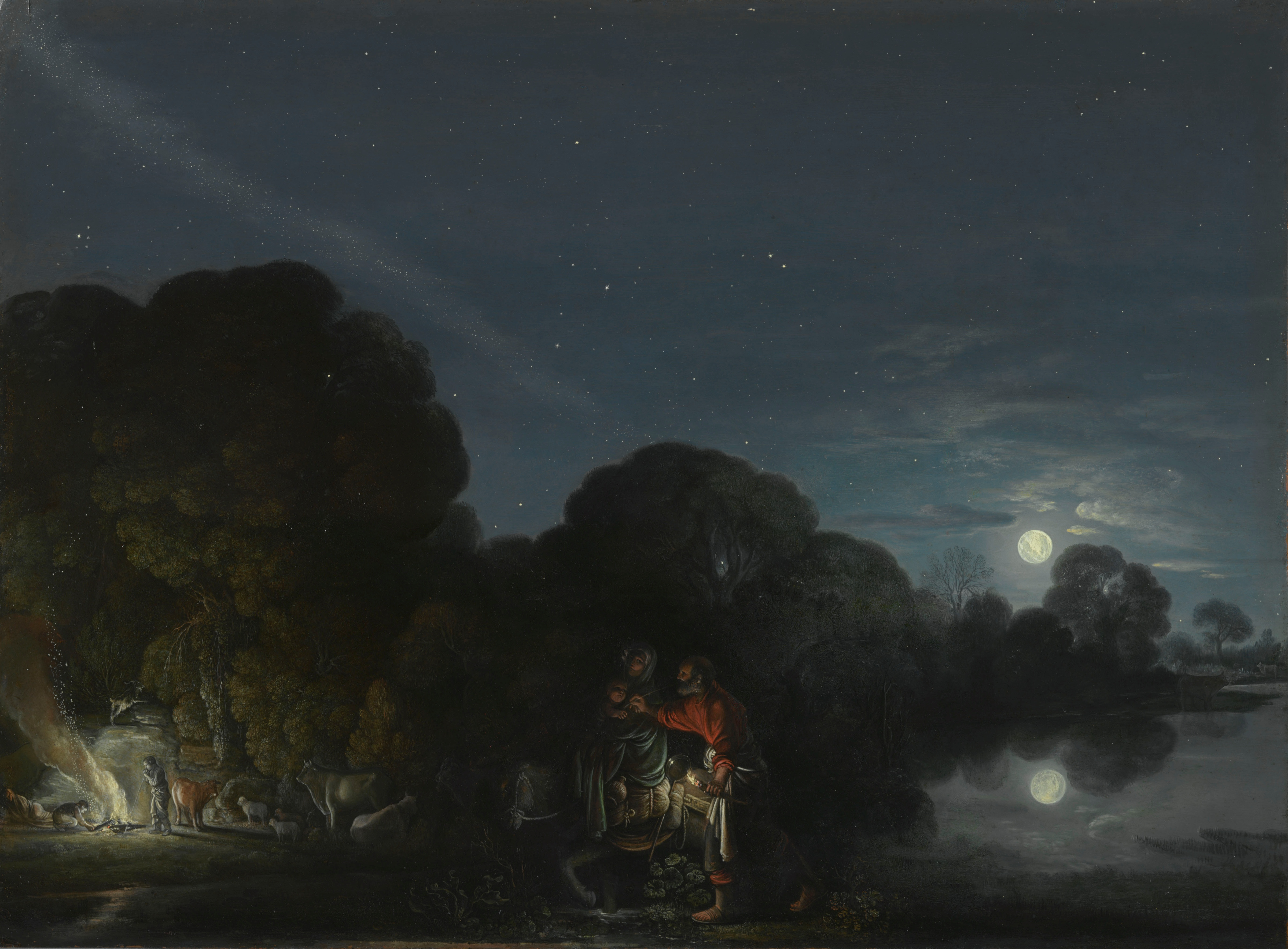
Adam Elsheimer, La fuga a Egipte, 1609
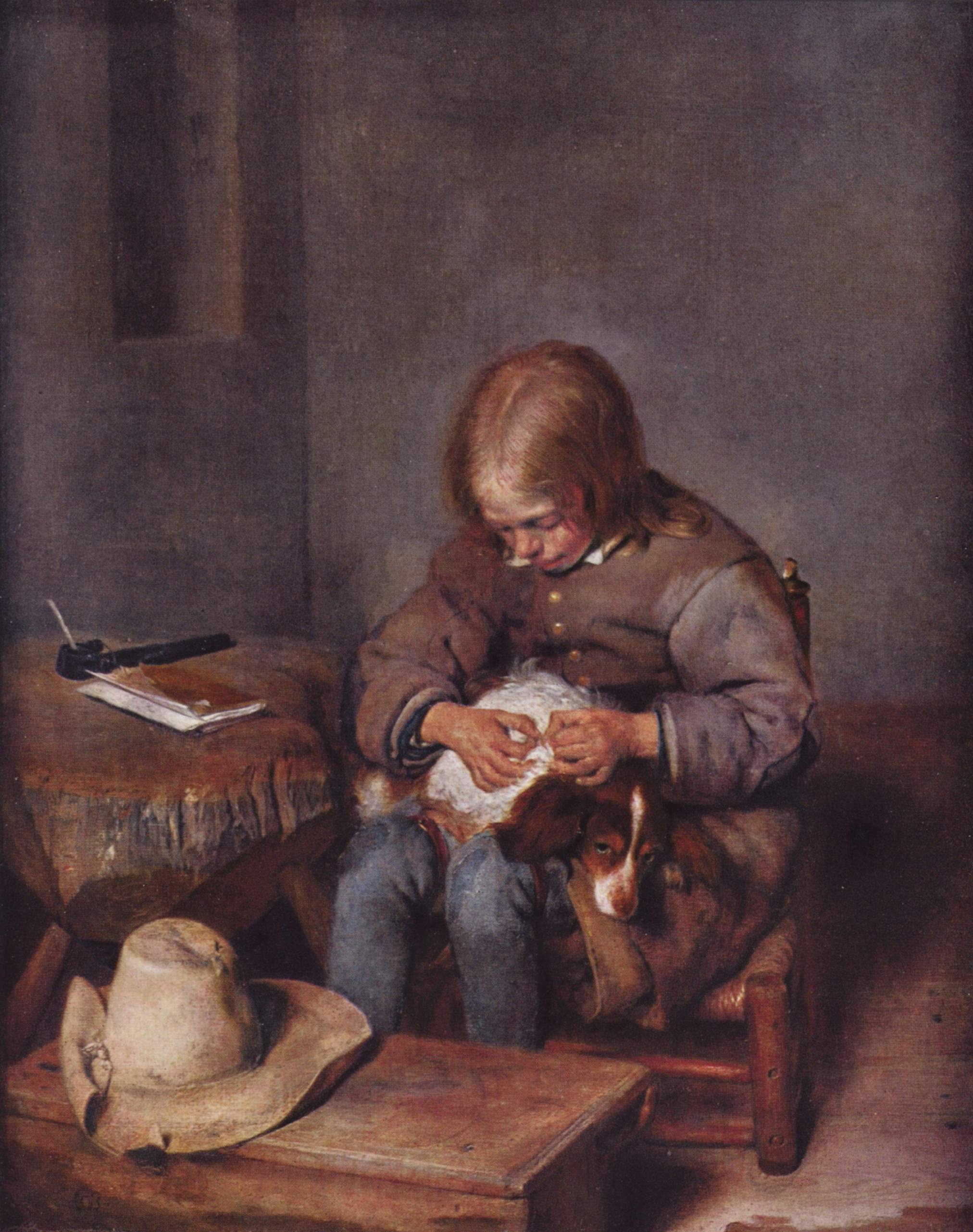
Gerard ter Borch, El caçador de puces, segle XVII
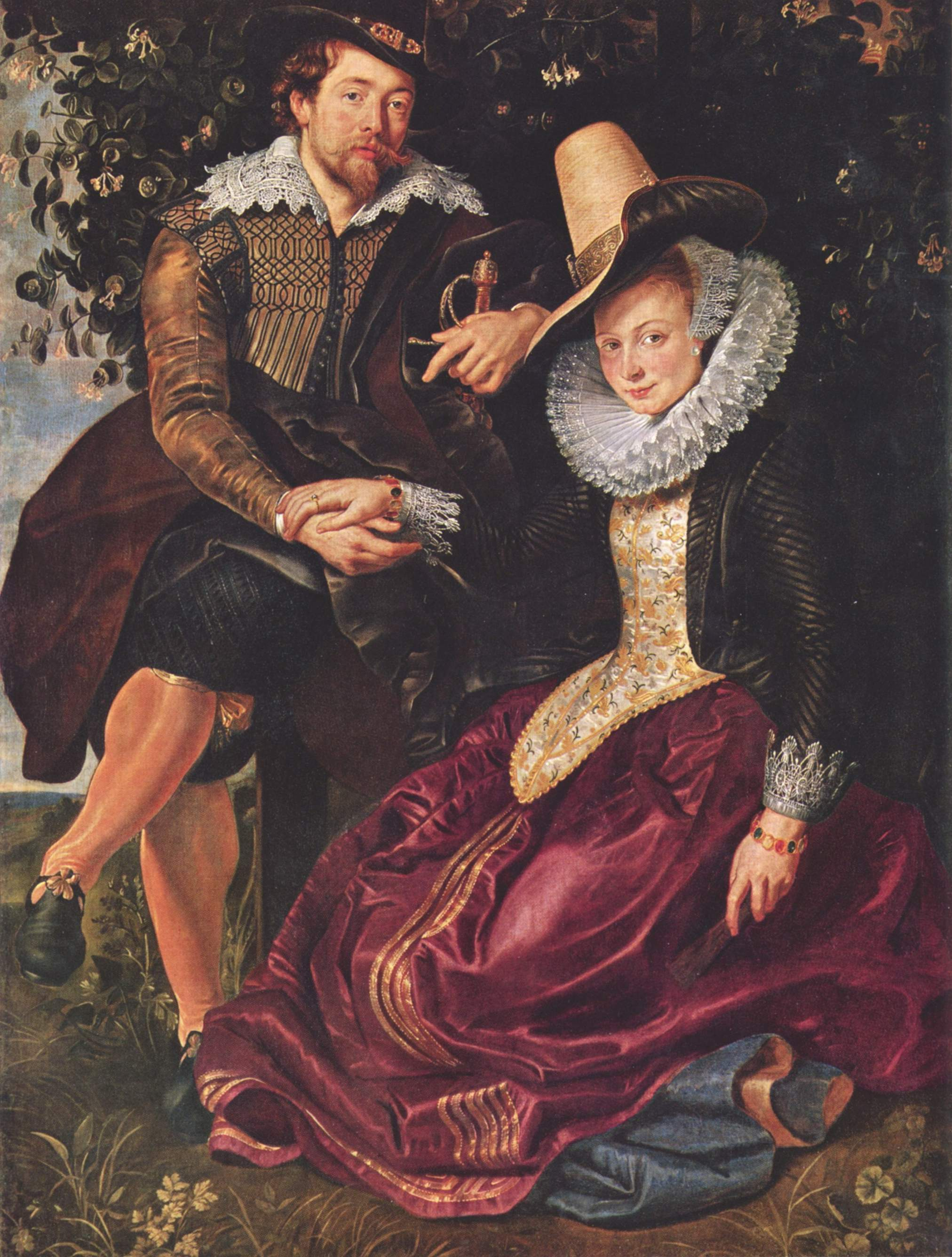
Pieter Paul Rubens, Autoretrat amb la seva esposa Isabella Brant
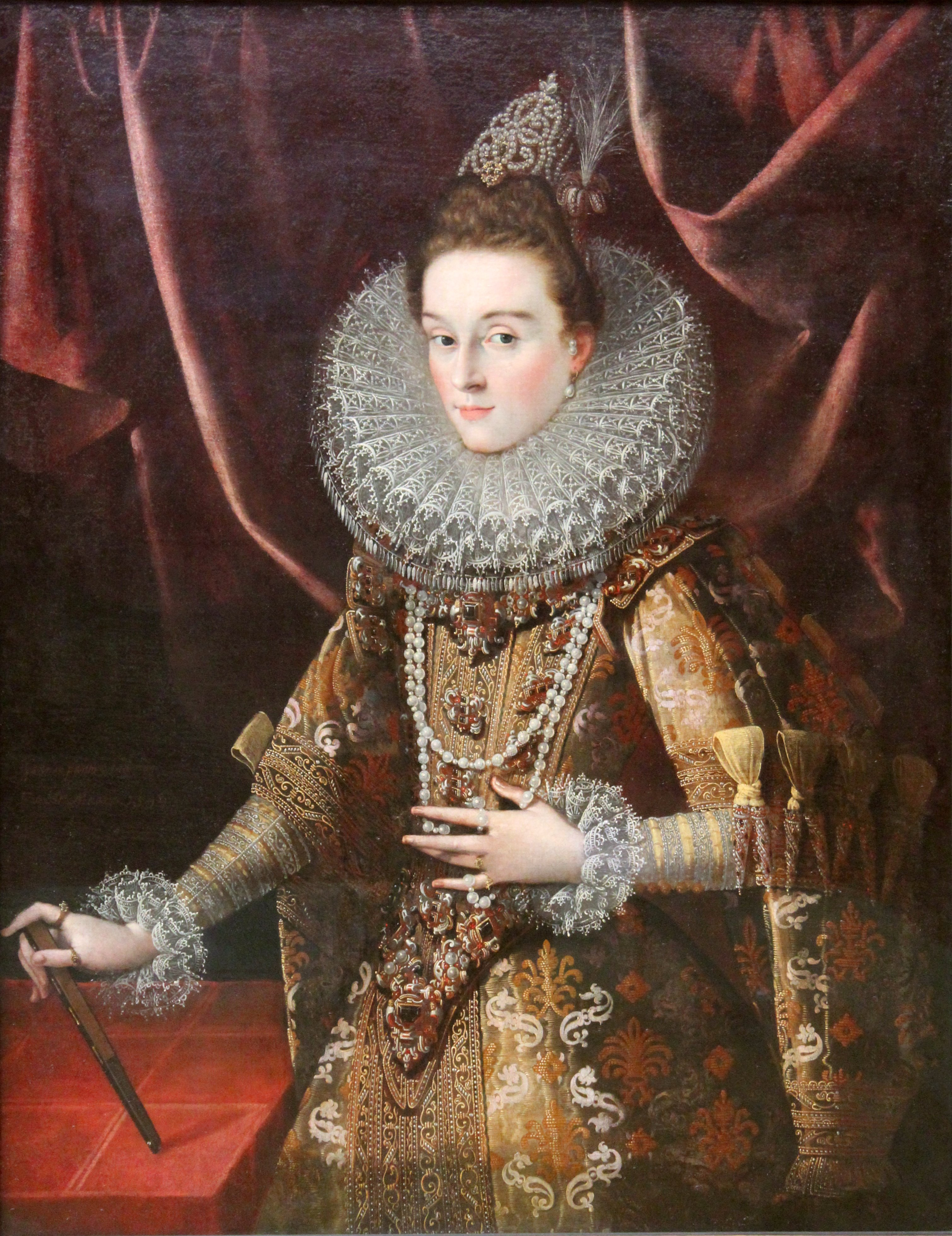
Juan Pantoja de la Cruz, Infanta Isabel Clara Eugenia
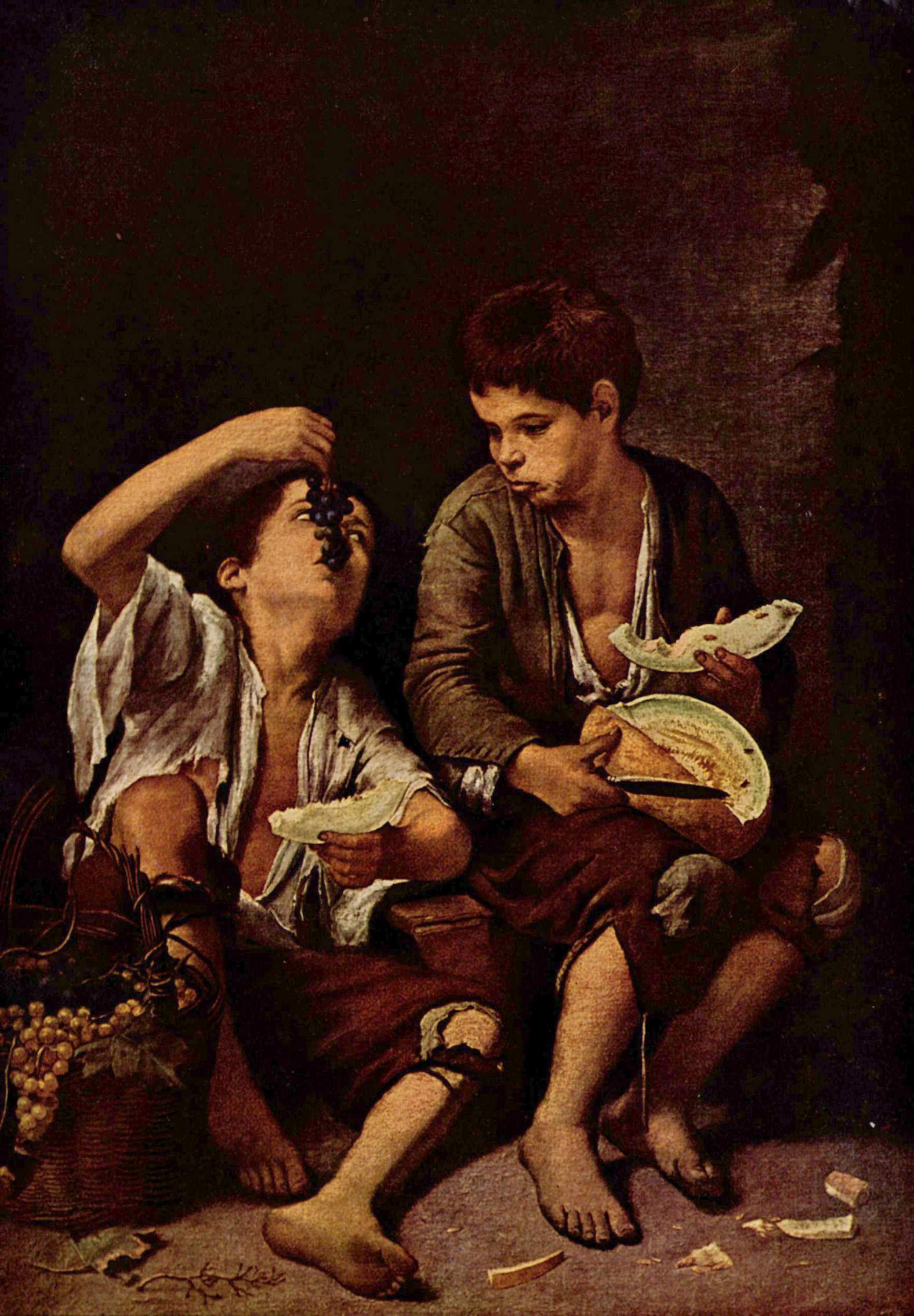
Murillo, Nens menjant raïm i meló
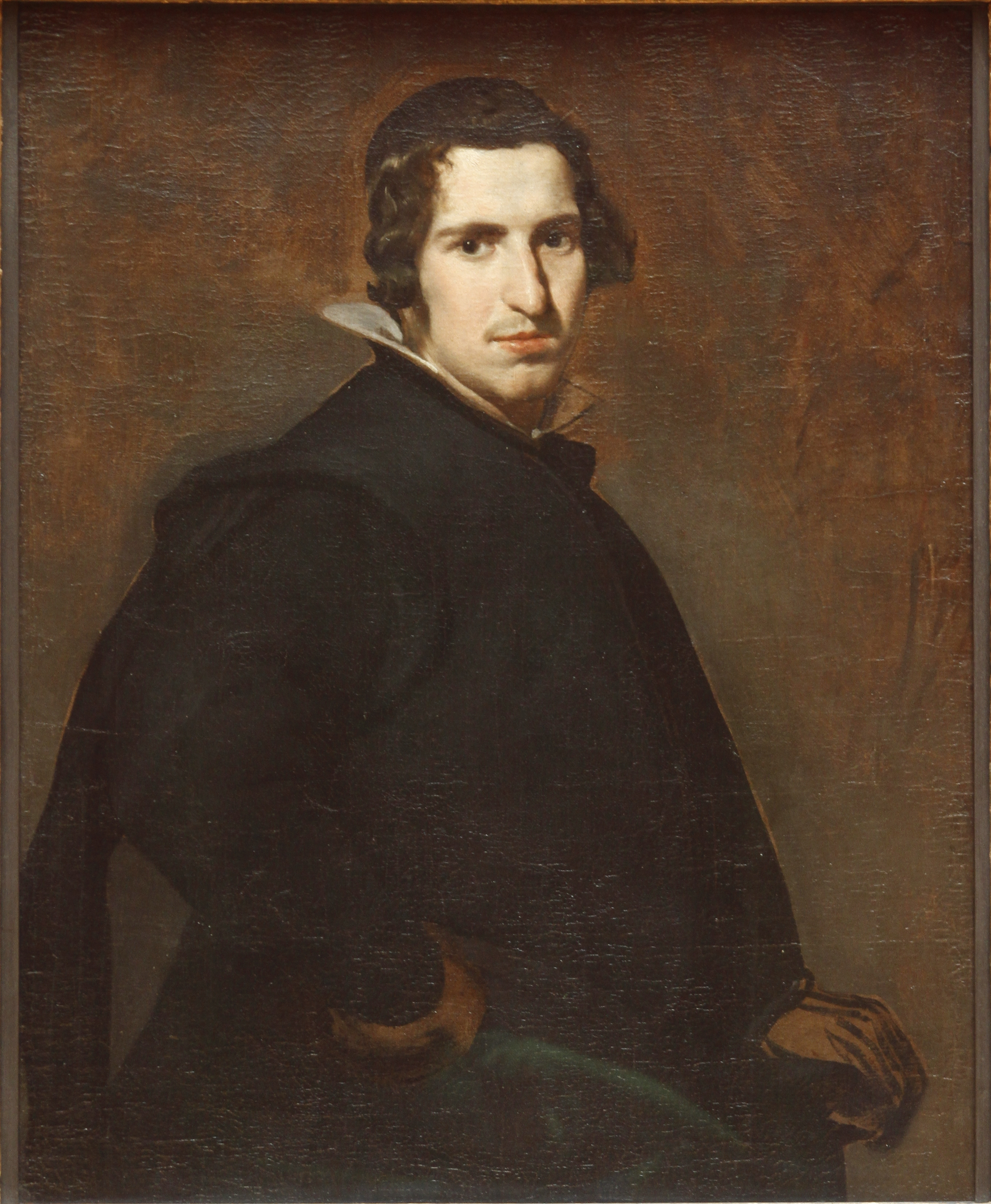
Diego Velázquez, Retrat de jove gentilhome espanyol
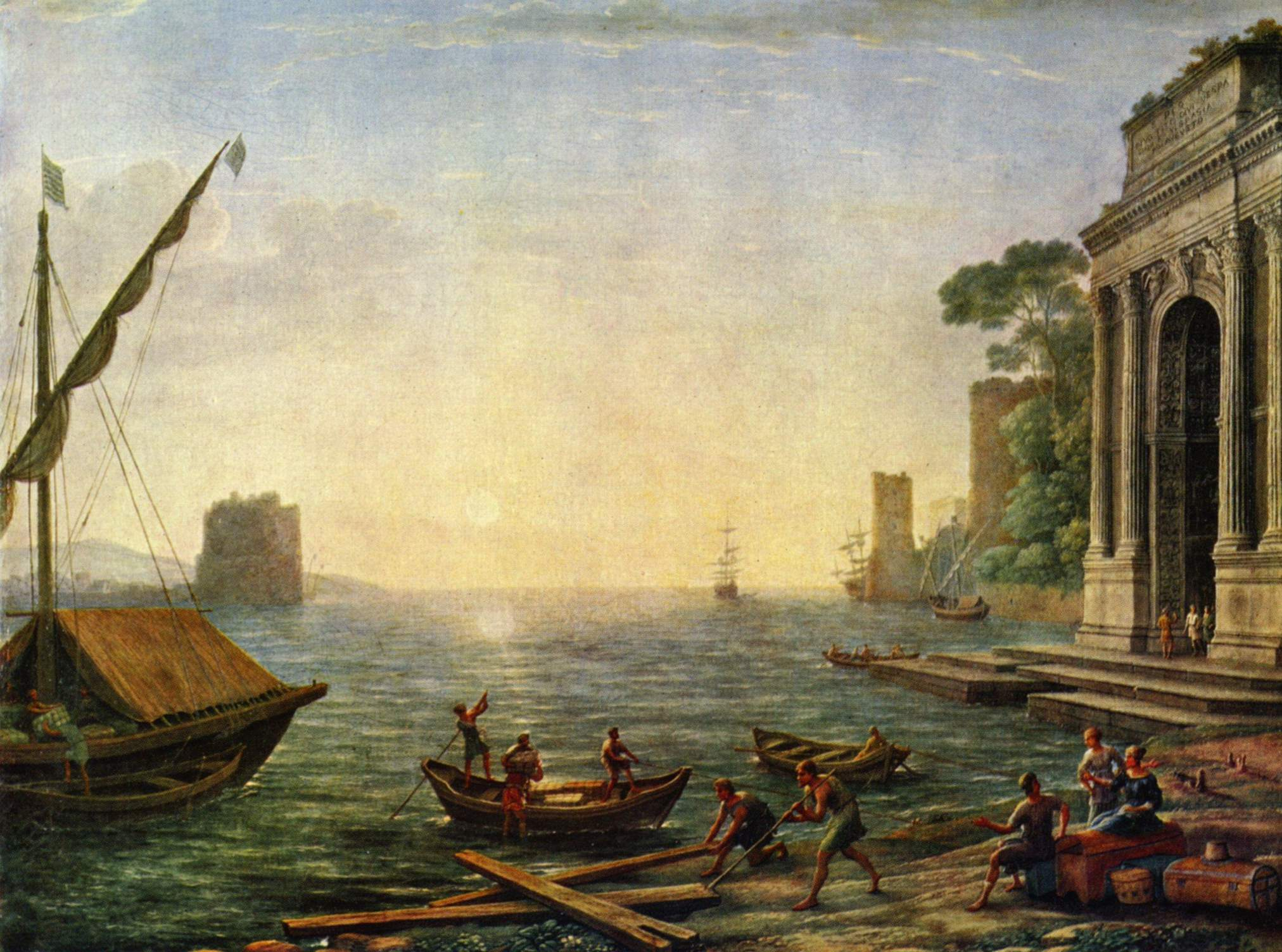
Claude Lorrain, Port amb escala al sol